# Argentino Argentina
Đồng Argentino là một loại tiền tệ của Argentina có giá trị bằng 5 đồng peso. Những đồng xu Argentino đã được lưu hành vào các năm 1881 và 1884 và nó nặng khoảng 4,0322 gram, những đồng tiền Argentino đã được lưu hành 1881-1896 nặng 8,0645 gram. Cả hai loại này đều được làm bằng vàng 0,900. Đã từng có thời kỳ đồng Argentino trở thành đồng tiền chính thức của nước Argentina thay thế cho đồng Pesô nhằm góp phần chống lại cuộc khủng hoảng kinh tế ở nước này (nền kinh tế bong bóng) vào năm 2001. Sự kiện này gắn vơi tên tuổi của tổng thống Rodríguez Saá. Theo kế hoạch cải tổ kinh tế, Đồng Argentino được lưu hành từ ngày 26 tháng 12 năm 2001 đến ngày 30 tháng 12 năm 2001, sau đó ông Saá từ chức thì kế hoạch do ông dự thảo không được triển khai trên thực tế và hệ quả là đồng tiền mang tên nước Argentina đã bị thanh thế nhanh chóng bởi các loại tiền tệ khác như Patacón, LECOP và trái phiếu các địa phương khác.

## So sánh trị giá với peso
5 PESOS - ARGENTINO
| Năm  | Quy đổi (ăn) |
| ---- | ------------ |
| 1881 | 37.152       |
| 1882 | 252.092      |
| 1883 | 909.042      |
| 1884 | 447.900      |
| 1885 | 203.908      |
| 1886 | 397.734      |
| 1887 | 1.834.674    |
| 1888 | 1.663.265    |
| 1889 | 403.712      |
| 1896 | 196.543      |

2½ PESOS - ½ ARGENTINO
| Năm  | Quy đổi (ăn) |
| ---- | ------------ |
| 1884 | 421          |